# Chikkaboodihal, Savanur
Chikkaboodihal là một làng thuộc tehsil Savanur, huyện Haveri, bang Karnataka, Ấn Độ.